# Troilo

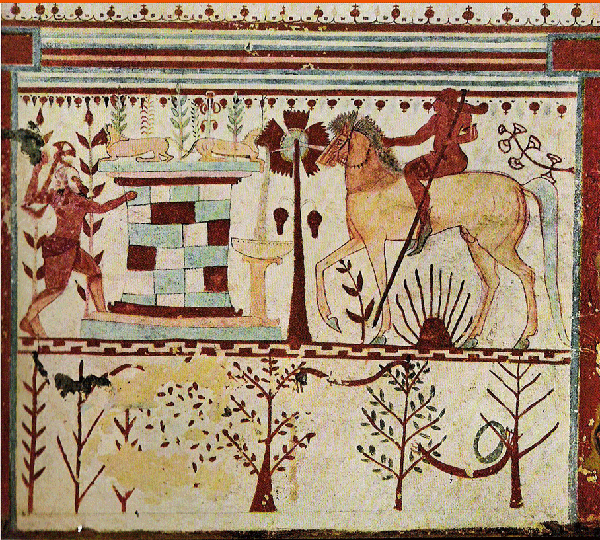
Aquiles (esquerda) atacando Troilo (direita). Afresco etrusco, Tumba dos Touros, Tarquínia, c. 540 -

Troilo (em grego: Τρωΐλος; romaniz.: Troïlos; em latim: Troilus) é um personagem lendário da mitologia grega associado com a história da Guerra de Troia. A primeira referência feita a ele na literatura está na Ilíada, de Homero, que acredita-se ter sido escrita no fim do século IX ou no século VIII a.C.
Na mitologia clássica Troilo é um jovem príncipe troiano, um dos filhos do rei Príamo (ou, por vezes, do deus Apolo) e Hécuba. Diversas profecias ligam o seu destino ao da cidade de Troia, e eventualmente ele acaba sendo morto numa emboscada pelo herói grego Aquiles. O dramaturgo Sófocles foi um dos autores antigos a escreverem sobre este episódio, que foi um tema popular entre os artistas da época. Escritores antigos abordavam Troilo como a epítome do filho morto, com os pais em luto. Também era tido como um exemplo da jovem beleza masculina.
Nas versões medievais e renascentistas da lenda, Troilo é o mais jovem dos cinco filhos legítimos de Príamo e Hécuba. Apesar de sua juventude é um dos principais líderes de Troia na guerra. Morre durante o combate, pelas mãos de Aquiles. Num dos acréscimos populares feitos à história, originário do século XII, Troilo se apaixona por Créssida, cujo pai teria desertado para o lado dos gregos. Créssida lhe retribui o amor, porém logo passa a demonstrar suas afeições pelo herói grego Diomedes quando é enviada a seu pai, numa troca de reféns. Chaucer e Shakespeare estão entre os autores de obras que contaram a história de Troilo e Créssida. Na tradição medieval, Troilo é tido como um exemplo do fiel amante cortês, e também do cavaleiro pagão virtuoso. Uma vez que o costume do amor cortês entrou em declínio, seu destino passou a ser visto de maneira menos simpática.
Pouca atenção foi dada ao personagem durante os séculos XVIII e XIX; nas versões dos séculos XX e XXI da Guerra de Troia, no entanto, diversos autores escolheram elementos das versões clássica e medieval da história nas quais Troilo voltou a aparecer.

## A história no mundo antigo

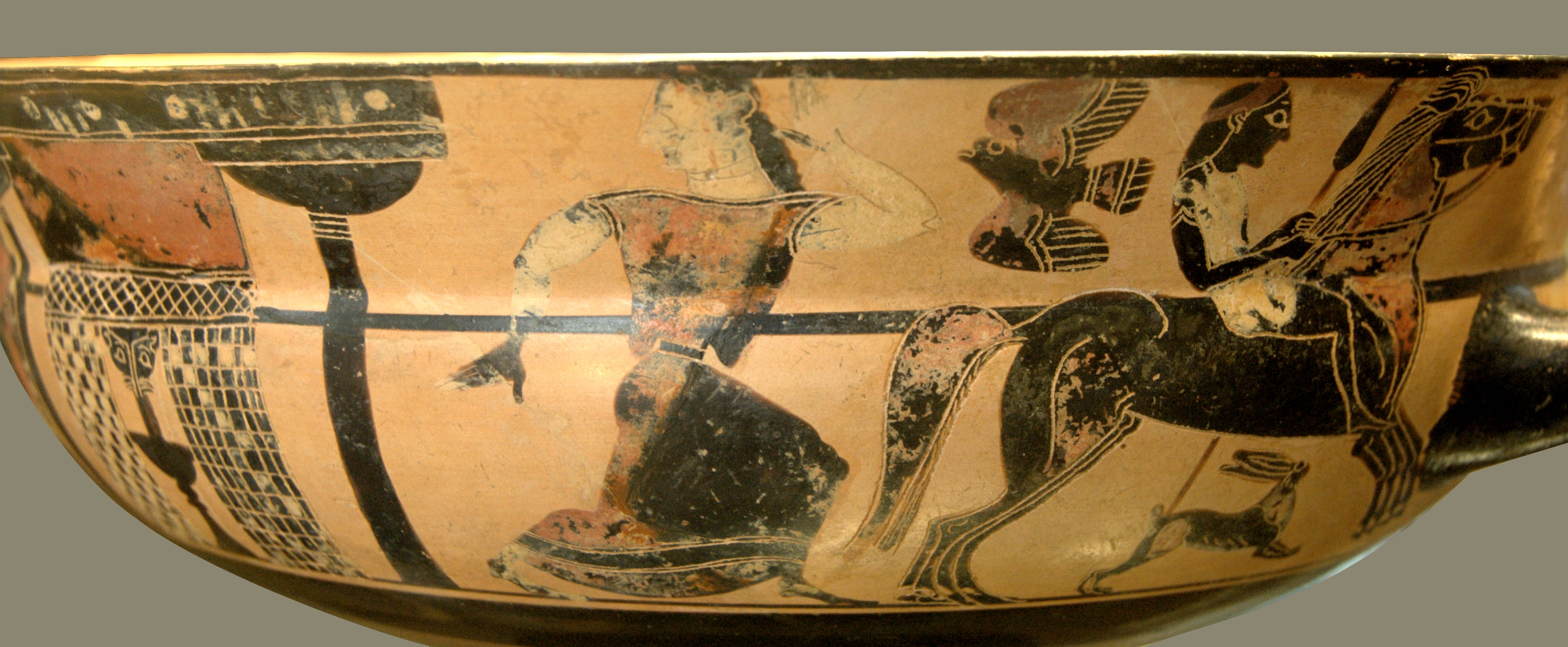
Troilo e Polixena fugindo. Cílice do pintor-C, c. 570 -, Louvre (CA 6113), estilo ático em figura negra

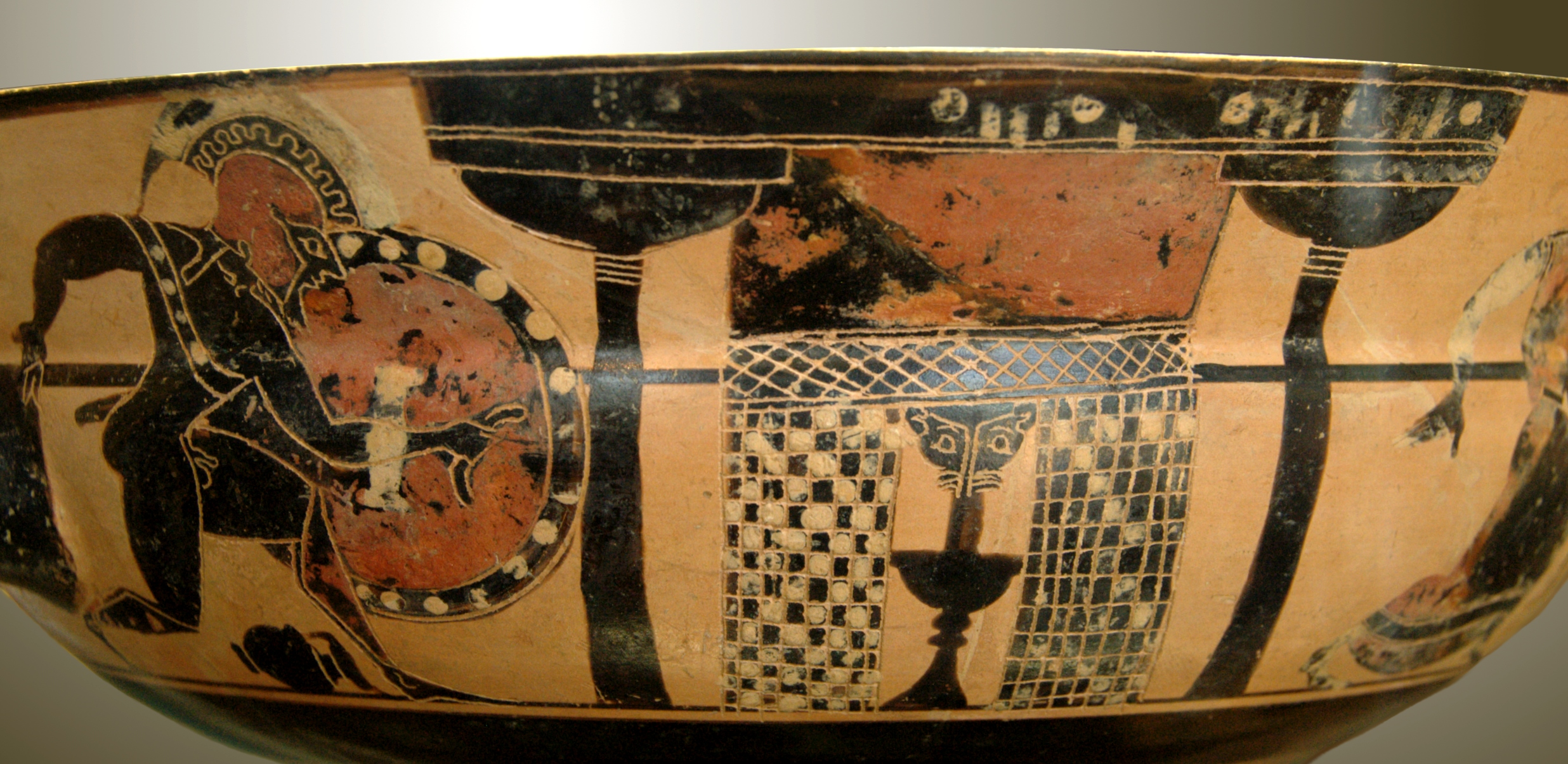
Aquiles prestes a perseguir Troilo e Polixena a partir de sua posição atrás da casa do poço (reverso da imagem anterior)

Para os antigos gregos, o conto da Guerra de Troia e dos eventos que a cercaram apareceu em sua forma mais definitiva no Ciclo Épico, composto por oito poemas narrativos do período arcaico da Grécia (750 - 480 a.C.). A história de Troilo é um dos diversos incidentes que ajudaram a estruturar uma narrativa que se estende por diversas décadas e 77 livros, desde o início da Cípria até o fim da Telegonia. A morte do personagem, no início da guerra, e as profecias que o envolvem, demonstram que todos os esforços dos troianos para defender sua terra natal seria em vão. Sua importância simbólica é evidenciada pela análise linguística de seu nome grego, "Troilos", que pode ser interpretado como uma elisão dos nomes de Tros e Ilos, os lendários fundadores de Troia, como um diminutivo ou apelido ("pequeno Tros") ou como uma elisão de Troië ("Troia") e lyo ("destruir"). Todas estas possibilidades enfatizam a ligação entre os destinos de Troilo e o da cidade na qual vivia. Por outro lado, o destino de Troilo também pode ser visto como um presságio das mortes subsequentes de seu algoz, Aquiles, de seu sobrinho Astíanax e de sua irmã Polixena que, como Troilo, morrem no altar (ao menos em algumas versões da história).
Lamentavelmente a Cípria - a parte do Ciclo Épico que aborda o período da Guerra de Troia na qual a morte de Troilo ocorreu - não sobreviveu. Na realidade nenhuma narrativa completa de sua história sobreviveu desde os tempos arcaicos ou do período clássico subsequente (479 - 323 a.C.). A maior parte das fontes literárias anteriores ao período helenístico (323 - 31 a.C.) que se referem ao personagem foram perdidas ou sobreviveram apenas em fragmentos ou sumários. As fontes antigas e medievais ainda existentes, sejam elas literárias ou acadêmicas, são contraditórias e não condizem com a forma do mito que os acadêmicos acreditam ter existido durante os períodos arcaico e clássico.
Compensando parcialmente estes textos que faltam estão os artefatos que restam destes períodos arcaico e clássico. As circunstâncias em torno da morte de Troilo foram um tema popular entre os pintores de cerâmica (o site do Arquivo Beazley lista 108 itens de cerâmica ática, somente dos séculos VI ao IV a.C., que contêm imagens do personagem.) Troilo também foi um motivo recorrente em outras obras de arte e objetos decorativos destes períodos. É uma prática comum àqueles que escrevem sobre a história de Troilo tal como ela existia na Antiguidade utilizar-se tanto das fontes literárias quanto dos artefatos para obter uma compreensão de qual teria sido a forma mais padronizada do mito, e suas variações. A brutalidade desta forma "padrão" do mito foi enfatizada por estudiosos como Alan Sommerstein, que a descreveu como "horrível" e "talvez o mais cruel de todos os atos tradicionalmente atribuídos a Aquiles".

### Forma padrão do mito: o belo jovem assassinado

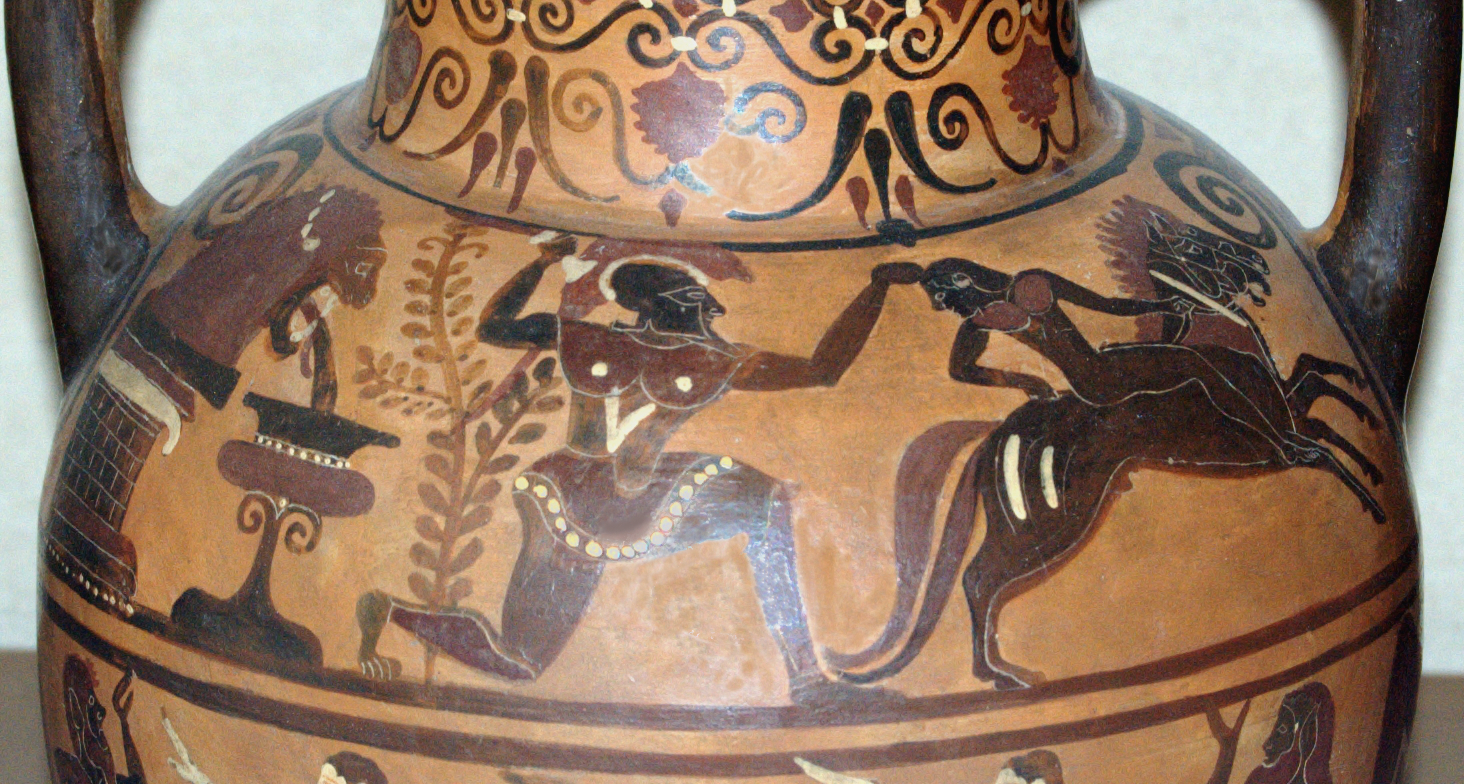
Aquiles agarrando Troilo pelos cabelos, enquanto o jovem tenta fugir de sua emboscada na fonte. Ânfora etrusca do grupo pôntico, c. 540 -, de Vulcos

Troilo é um adolescente ou efebo, filho de Hécuba, rainha de Troia. Devido à sua grande beleza, é tido como filho do deus Apolo; o marido de Hécuba, no entanto, o rei troiano Príamo, o trata (e o ama) como seu próprio filho.
Uma profecia diz que Troia não cairá se Troilo chegar a ser adulto; a deusa Atena, então, encoraja o guerreiro grego Aquiles a procurá-lo logo no início da Guerra de Troia, quando ainda é jovem. Aquiles arma uma emboscada para Troilo e sua irmã, Polixena, quando ele sai a cavalo com ela para buscar água de um poço na Timbra - uma região nos arredores de Troia onde existia um templo de Apolo.
O grego fica então estarrecido pela beleza dos dois, pelos quais sente um desejo arrebatador. Assim que Troilo vê o herói tenta fugir, porém Aquiles "de pés rápidos" o apanha pelos cabelos. O jovem príncipe recusa-se a ceder aos avanços sexuais e consegue fugir, refugiando-se no templo vizinho; Aquiles o segue e corta sua cabeça no altar, mutilando seu corpo em seguida. Segue-se intenso luto, pelos troianos, pela morte de Troilo.
Este sacrilégio teria levado à própria morte de Aquiles, quando Apolo se vinga dele ajudando Páris a atingi-lo com a flecha que perfurou seu calcanhar.

#### Outras fontes escritas

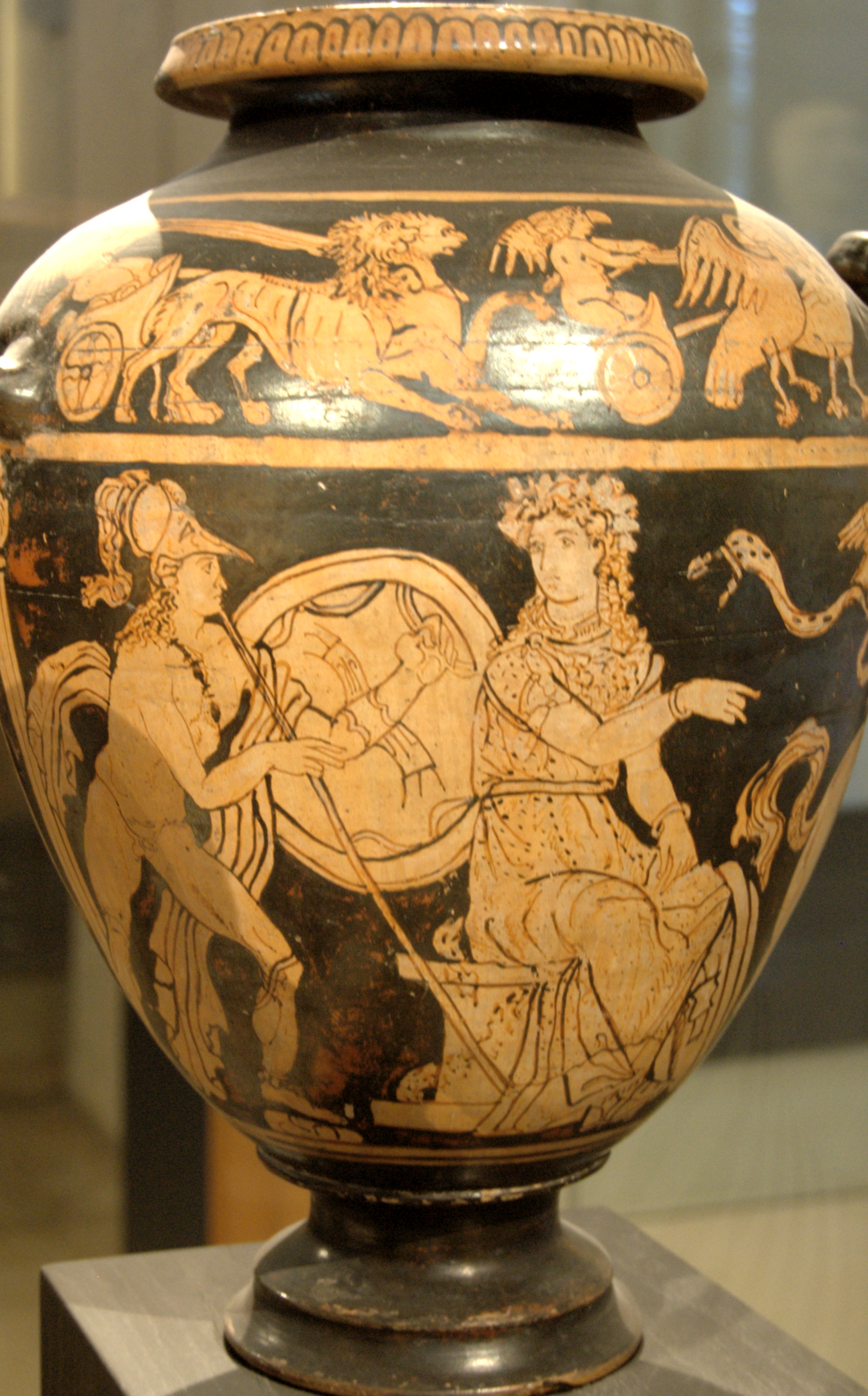
Atena comandando Aquiles a atacar Troilo, característica da narrativa que não está disponível nas fontes escritas. Detalhe de um stamnos etrusco em figura vermelha (de um par conhecido como Fould stamnoi), c., de Vulcos

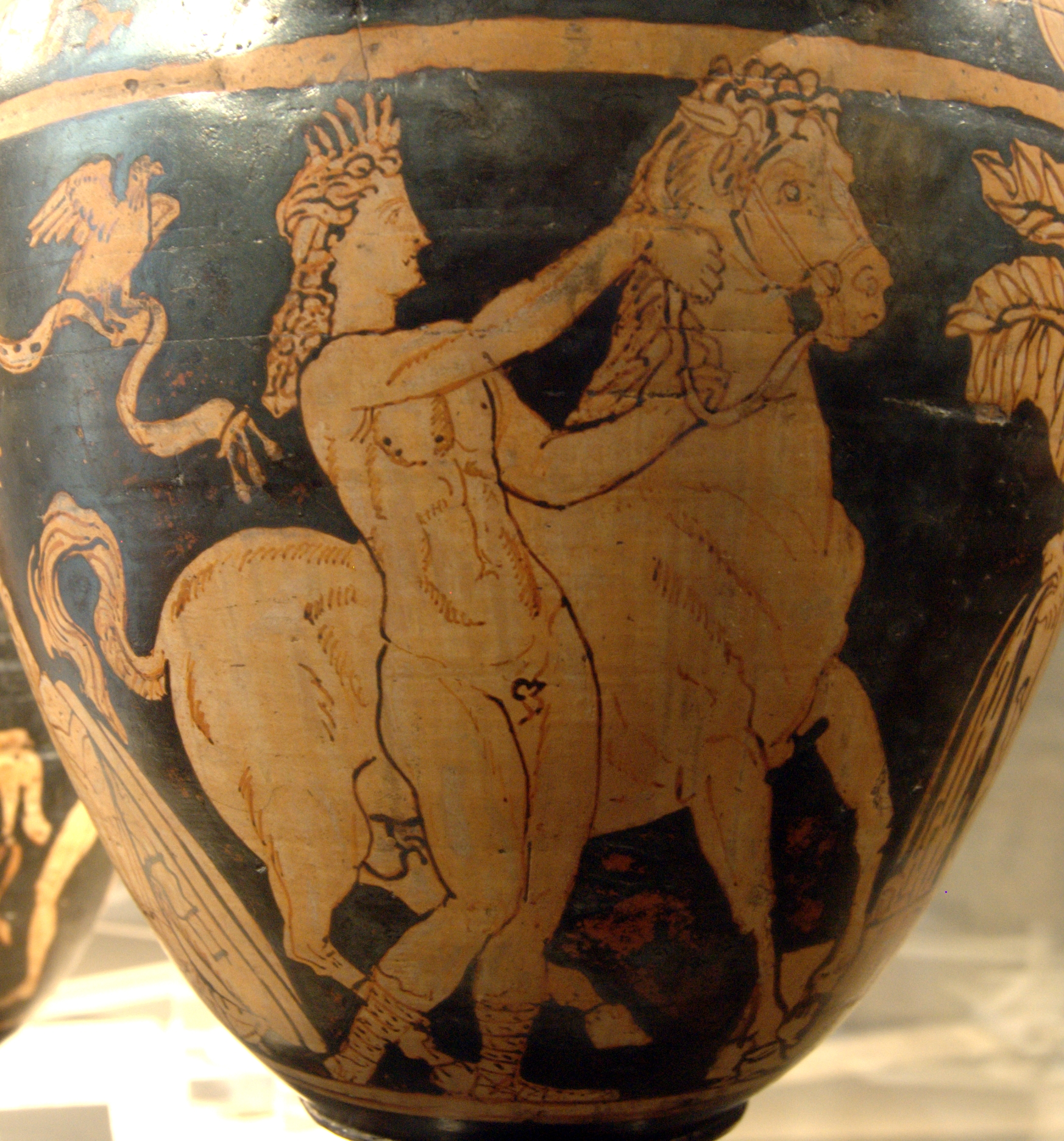
Exemplo de Troilo com apenas um cavalo, reverso da imagem anterior

### Fontes em artefatos e outras obras de arte

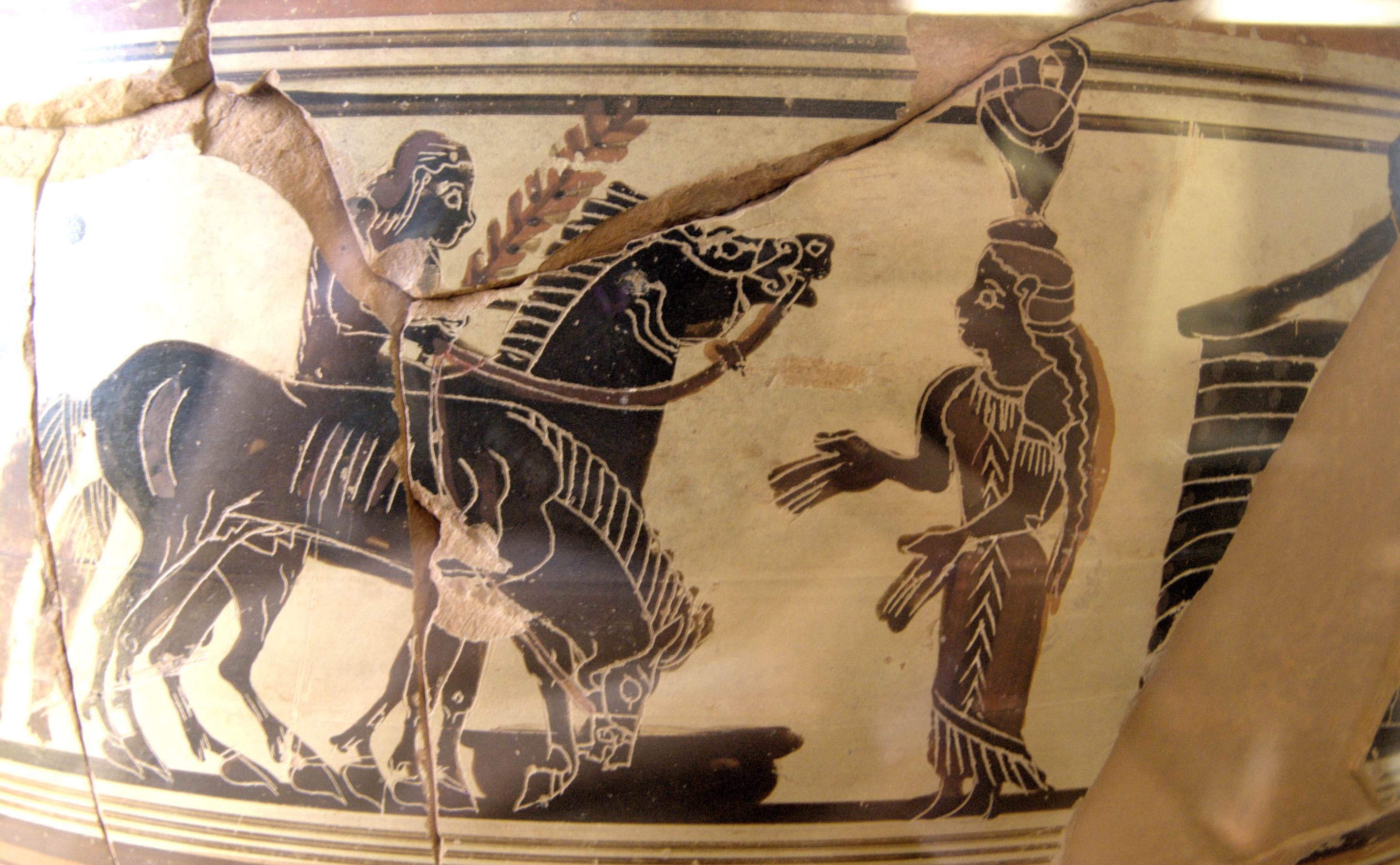
Troilo e Políxena na fonte, dino em figura negra da Lacônia, 560 -, Louvre E662, Coleção Campana 1861

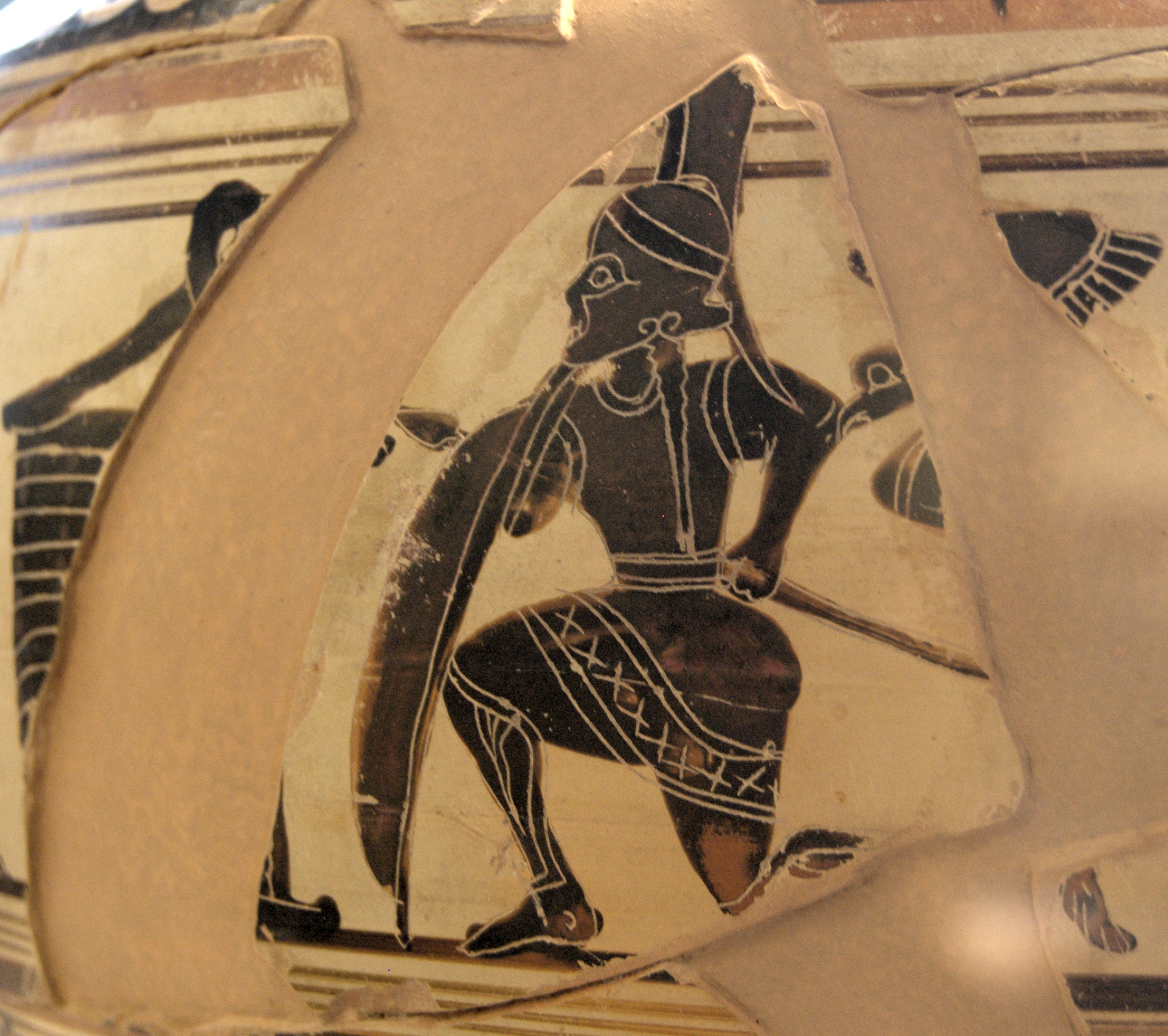
Aquiles esperando, parte da mesma ilustração

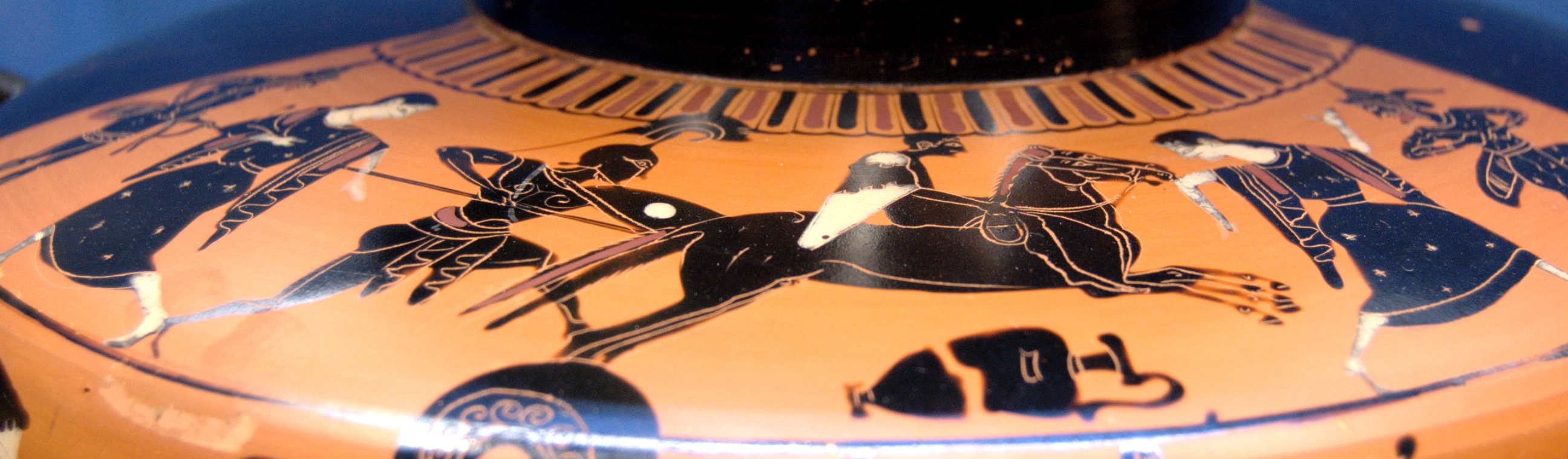
Aquiles perseguindo Troilo, hídria ática em figura negra, c., Coleções Estatais de Antiguidades (Inv. 1722)

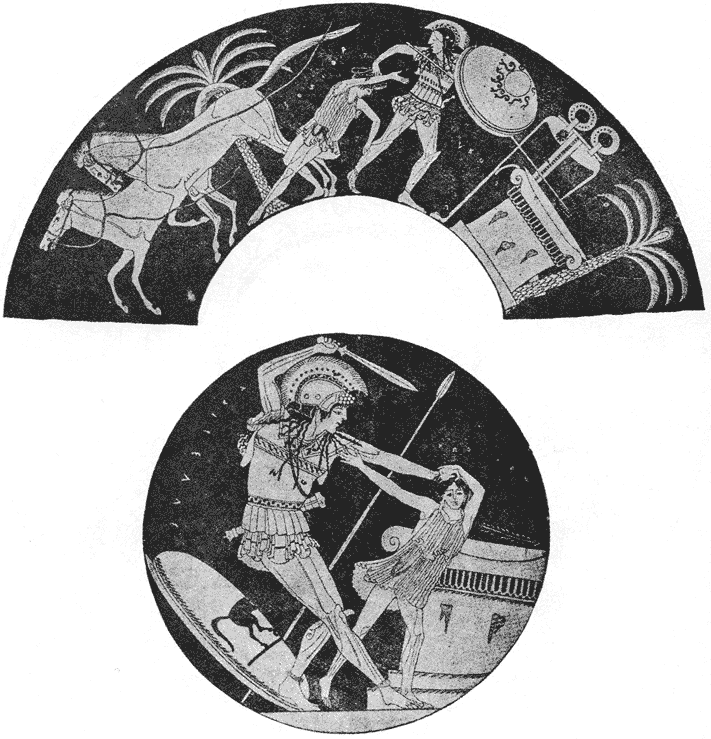
Aquiles prestes a decapitar Troilo no altar. Cílice em figura vermelha, c., assinado por Eufrônio. Atualmente no Museu Arqueológico de Perúgia, na Itália. O tamanho das figuras é utilizado para enfatizar a brutalidade do assassinato.

#### Virgílio e outras fontes latinas

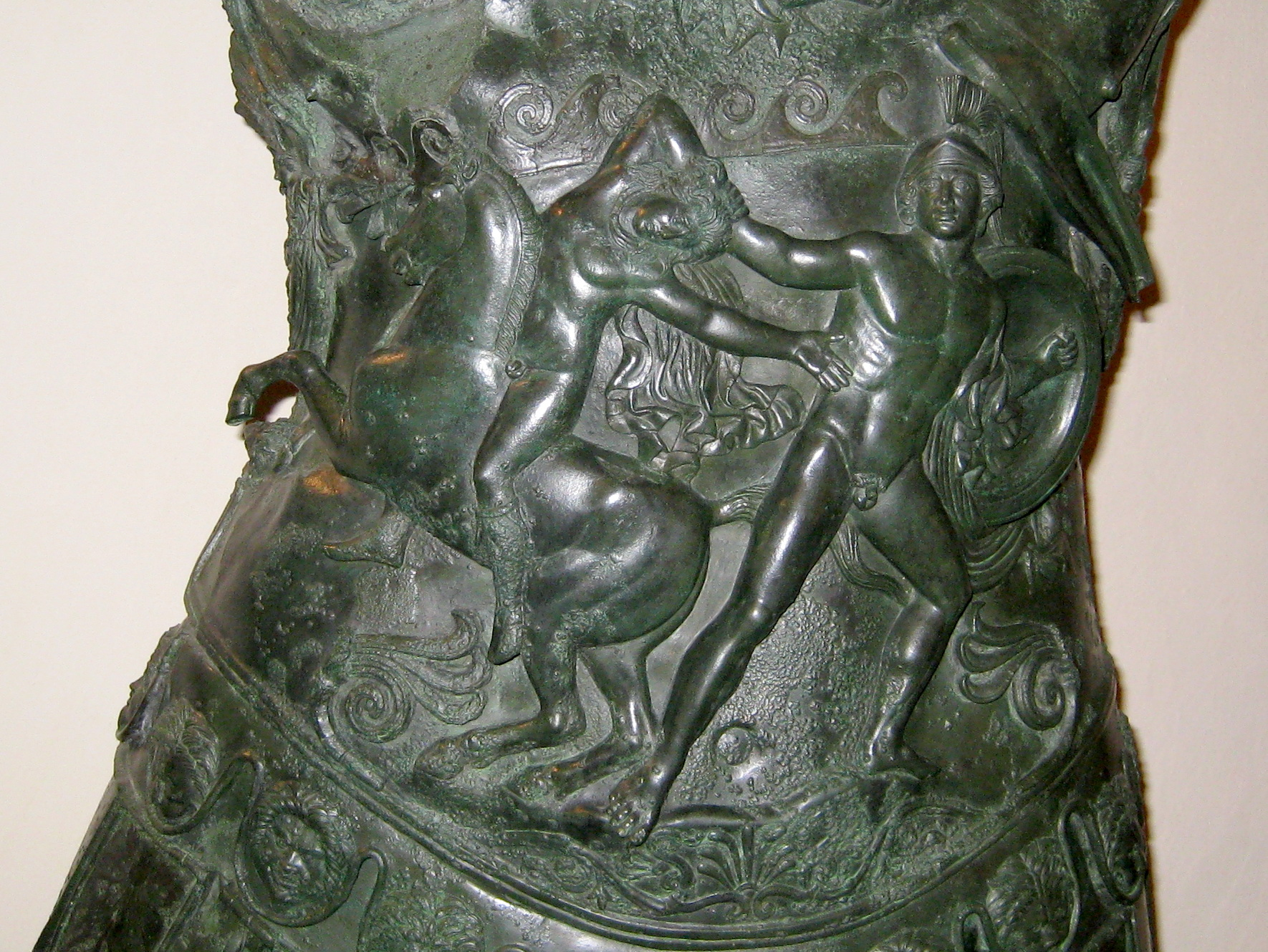
Ilustração romana que mostra Aquiles depois de ter agarrado Troilo, que estava a cavalo. Detalhe de couraça de bronze em estátua do imperador Germânico do século II, de Perúgia